# 8253 Брунетто
8253 Брунетто ((8253) 1981 EU15) — астероїд головного поясу, відкритий 1 березня 1981 року.
Тіссеранів параметр щодо Юпітера — 3,586.